# Теспе
Теспе (њем. Tespe) општина је у њемачкој савезној држави Доња Саксонија. Једно је од 42 општинска средишта округа Харбург. Према процјени из 2010. у општини је живјело 4.077 становника. Посједује регионалну шифру (AGS) 3353033.

## Географски и демографски подаци
Теспе се налази у савезној држави Доња Саксонија у округу Харбург. Општина се налази на надморској висини од 12 метара. Површина општине износи 24,9 km². У самом мјесту је, према процјени из 2010. године, живјело 4.077 становника. Просјечна густина становништва износи 164 становника/km².